# 涂瑞
瑞（1448年—1493年），字邦祥，广东番禺人，明朝政治人物，成化年間先後中式解元、探花。

## 生平
成化十三年（1477年），涂瑞中式廣東鄉試第一名（解元）。成化二十三年（1487年），登丁未科一甲第三名進士（探花），授翰林院編修。弘治三年，參與編修《憲宗實錄》，書成升翰林院修撰。弘治六年（1493年），歸鄉省親時病卒，年四十六。

## 家族
曾祖涂伯善；祖父涂俊生；父涂昺，前任主簿。母夏氏。具庆下。弟瑾，同榜進士。